# 45 Eugenia
45 Eugenia è un grande asteroide della Fascia principale, con un diametro di 214 km. È conosciuto come uno dei primi asteroidi per i quali sia stato individuato un satellite naturale in orbita attorno ad essi. È stato il secondo asteroide per cui si è accertato che fosse un sistema triplo.

## Storia
Eugenia fu scoperto il 27 giugno 1857 da Hermann Mayer Salomon Goldschmidt all'Osservatorio astronomico di Parigi. Goldschmidt stesso lo battezzò così in onore dell'Imperatrice Eugenia de Montijo, moglie di Napoleone III, e fu il primo asteroide ad essere chiamato con il nome di una persona realmente esistente, piuttosto che una figura delle leggende classiche (anche se la coincidenza del nome del pianetino 12 Victoria con quello della Regina Vittoria allora regnante, scatenò una controversia, alimentata da chi sostenne che in realtà il nome non fosse riferito alla figura mitologica, ma alla sovrana).

## Caratteristiche
Eugenia è un asteroide di tipo F, ciò significa che è di colore molto scuro (nero come la fuliggine) con una composizione carboniosa. Come 253 Mathilde, la sua densità sembra essere stranamente bassa; potrebbe quindi trattarsi di un cumulo di pietrisco altamente poroso e non di un oggetto monolitico.
Nel 1998, gli astronomi del Canada-France-Hawaii Telescope a Mauna Kea, Hawaii, scoprirono una piccola luna orbitante attorno a Eugenia. IAUC 7503 Il nuovo satellite fu chiamato Petit-Prince (45 Eugenia I, S/1998 (45) 1), in onore del figlio dell'Imperatrice Eugenia, il Principe Imperiale Napoleone Eugenio; è stata la prima luna asteroidale a essere individuata da un telescopio situato al suolo. Petit-Prince è molto più piccolo di Eugenia (circa 13 km di diametro) e impiega cinque giorni per descrivere un'orbita completa intorno ad esso.
Nel 2004 dall'analisi delle immagini raccolte dal telescopio Yepun del VLT dell'ESO a Cerro Paranal in Cile, è stato individuato un secondo satellite più piccolo (diametro stimato 6 km) a cui è stato assegnato il nome provvisorio di S/2004 (45) 1